# Clothilde Chamussy
Clothilde Chamussy, née à Vénissieux (Rhône), est une archéologue de formation, vulgarisatrice scientifique et vidéaste web française, créatrice de la chaîne YouTube Passé sauvage.

## Biographie

### Enfance et formation
Clothilde Chamussy naît à Vénissieux et grandit en Bourgogne,. Elle étudie au lycée Jérémie-de-la-Rue à Charlieu, suivant une option « audiovisuel ». Elle assure une mission au musée des Beaux-Arts et d'Archéologie Joseph-Déchelette de Roanne, où elle étudie notamment la correspondance de Joseph Déchelette.
Elle étudie les lettres modernes, l'histoire de l'art et l'archéologie à l'université Lyon 2. Elle est diplômée d'un master de recherche en archéologie, et est spécialisée en archéologie sous-marine,. Elle quitte l'université faute de financement pour sa thèse,.

### Carrière

#### Vidéaste
Clothilde Chamussy crée la chaîne YouTube Passé sauvage en mai 2016, où elle vulgarise notamment l'archéologie, mais aussi l'anthropologie et l'histoire,. Le nom de cette chaîne est inspiré d'un livre de Claude Lévi-Strauss, La Pensée sauvage,. Elle poursuit son activité de vidéaste depuis Lyon, où elle réside.
Elle réalise plusieurs vidéos en partenariat avec des institutions, comme la région Auvergne-Rhône-Alpes et le Centre national de la recherche scientifique.
Elle participe en 2019 au Vortex, chaîne YouTube collective réunissant plusieurs vulgarisateurs scientifiques, en collaboration avec Arte.
La même année, elle produit la série Les Booktubes du patrimoine, en partenariat avec plusieurs bibliothèques publiques : elle y présente le traitement d'un document patrimonial au sein de celles-ci.
Elle produit l'Odyssée sauvage, une websérie en sept épisodes, tournée en Grèce, où elle confronte archéologie et mythologie grecque,. Elle est publiée en mai 2020 sur YouTube et profite du soutien du Centre national du cinéma et de l'image animée. Le projet est en partie financé par crowdfunding sur le site Ulule,. Sous forme de long-métrage, il est sélectionné pour les prix du film d'archéologie des Rencontres archéologiques de la Narbonnaise de 2020.

#### Autres projets
Clothilde Chamussy co-écrit en 2019 un ouvrage collectif, Retour vers le Paléo, avec Jennifer Kerner, Pierre Kerner et Marion Sabourdy, illustré par Aurélie Bordenave et préfacé par Jean-Paul Demoule,.
Elle présente le podcast Le Pourquoi du comment : archéologie sur France Culture, dans lequel elle répond à différentes questions sur l'archéologie,.
En 2022, elle mène le documentaire Les femmes préhistoriques, diffusé sur National Geographic, dans lequel elle remet en cause certains préjugés sur les femmes du Paléolithique à la Protohistoire, grâce à plusieurs méthodes scientifiques actuelles, en compagnie de chercheurs français et américains,.

#### Plainte pour harcèlement sexuel à l'encontre d'un vidéaste
Le 23 juin 2022, dans une enquête publiée par Mediapart, Clothilde Chamussy témoigne de propos déplacés et d'insultes de la part du youtubeur Léo Grasset en 2017 et en 2018, dans un cadre professionnel. Dans cette même enquête, sept autres femmes accusent le vidéaste de violences sexuelles et psychologiques, que l'intéressé conteste,,. Le 30 juin 2022, Clothilde Chamussy dépose plainte pour « harcèlement sexuel »,.

#### Appel à voter «contre l’extrême droite et pour le Nouveau Front Populaire»
En juin 2024, elle signe une tribune appelant à voter « contre l’extrême droite et pour le Nouveau Front Populaire » aux élections législatives anticipées des 30 juin et 7 juillet 2024.

## Publications
- Jennifer Kerner, Clothilde Chamussy, Pierre Kerner et Marion Sabourdy, Retour vers le paléo, Flammarion, 2019 (ISBN 978-2-08-145143-8).

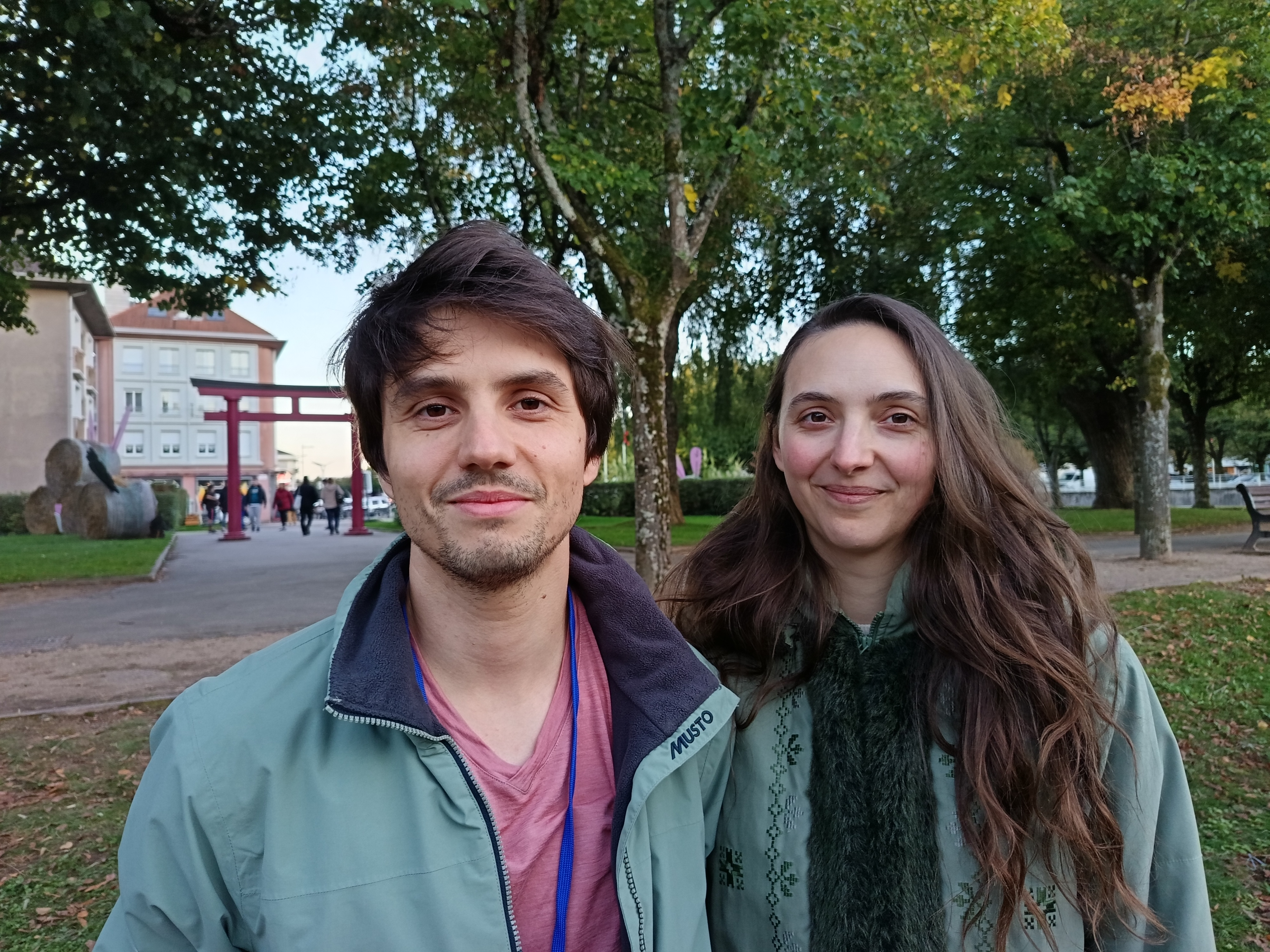
Clothilde Chamussy et Lucas Pacotte au salon du livre du Festival international de géographie 2024.

- Clothilde Chamussy et Lucas Pacotte, 49 petites histoires dans l'Histoire de l'Antiquité avec Passé sauvage, De Boeck Supérieur, 2023 (ISBN 978-2-8073-5112-7).
- Lucas Pacotte et Clothilde Chamussy, La grande histoire du climat : comment les humains s'adaptent aux changements climatiques depuis 3 millions d'années, Robert Laffont, 2024 (ISBN 978-2-221-26772-1).
- Lucas Pacotte, Clothilde Chamussy et Éric Feres, Des animaux plein la tête : animaux et humains à la Préhistoire, Actes Sud jeunesse, 2024 (ISBN 978-2-330-18793-4).
- Clothilde Chamussy et Lucas Pacotte, Archéologie, 2024, 256 p. (EAN 9782017174189).